# رودريغو سارافيا
رودريغو سارافيا (بالإسبانية: Rodrigo Saravia)‏ (22 فبراير 1993 بغواتيمالا في غواتيمالا - ) هو لاعب كرة قدم غواتيمالي في مركز الوسط. شارك مع منتخب غواتيمالا لكرة القدم. أما مع النوادي، فقد لعب مع كولومبوس كرو.

## وصلات خارجية
- رودريغو سارافيا على موقع الدوري الأمريكي (الإنجليزية)
- رودريغو سارافيا على موقع قاعدة بيانات كرة القدم.إي يو (الإنجليزية)
- رودريغو سارافيا على موقع ناشيونال فوتبول تيمز (الإنجليزية)
- رودريغو سارافيا على موقع Soccerbase.com (لاعب) (الإنجليزية)
- رودريغو سارافيا على موقع Soccerway.com (الإنجليزية)
- رودريغو سارافيا على موقع عالم كرة القدم.نت (الإنجليزية)
- رودريغو سارافيا على موقع AS.com (الإسبانية)